# Епархия Эдеа
Епархия Эдеа (лат. Dioecesis Edeanus) — епархия Римско-Католической церкви с центром в городе Эдеа, Камерун. Епархия Эдеа входит в митрополию Дуалы.

## История
2 марта 1993 года Римский папа Иоанн Павел II издал буллу Quo aptius, которой учредил епархию Эдеа, выделив её из aрхиепархии Дуалы. 

## Ординарии епархии
- епископ Simon-Victor Tonyé Bakot (1993—2003)
- епископ Jean-Bosco Ntep (2004 — по настоящее время)

## Источник
- Annuario Pontificio, Ватикан, 2007
- Булла Quo aptius consuleretur  (лат.)